# Вітрильний спорт на літніх Олімпійських іграх 1964
Змагання з вітрильного спорту на літніх Олімпійських іграх 1964 в Токіо тривали з 12 до 23 жовтня в Саґамській затоці поблизу узбережжя Еносіми. Розіграно 5 комплектів нагород у відкритих дисциплінах, тобто жінки могли змагатися нарівні з чоловіками.

### Країни
| Аргентина (ARG)         | Австралія (AUS)  | Австрія (AUT)                    |
| Багамські Острови (BAH) | Бельгія (BEL)    | Бермуди (BER)                    |
| Бразилія (BRA)          | Камбоджа (CAM)   | Канада (CAN)                     |
| Данія (DEN)             | Іспанія (ESP)    | Об'єднана німецька команда (EUA) |
| Фінляндія (FIN)         | Франція (FRA)    | Велика Британія (GBR)            |
| Греція (GRE)            | Гонконг (HKG)    | Угорщина (HUN)                   |
| Ірландія (IRL)          | Італія (ITA)     | Ямайка (JAM)                     |
| Японія (JPN)            | Кенія (KEN)      | Мексика (MEX)                    |
| Нідерланди (NED)        | Норвегія (NOR)   | Нова Зеландія (NZL)              |
| Філіппіни (PHI)         | Португалія (POR) | Пуерто-Рико (PUR)                |
| Родезія (RHO)           | Швейцарія (SUI)  | Швеція (SWE)                     |
| Чехословаччина (TCH)    | Таїланд (THA)    | Тринідад і Тобаго (TRI)          |
| Туреччина (TUR)         | СРСР (URS)       | США (USA)                        |
| Венесуела (VEN)         |                  |                                  |

## Медальний залік
| Дисципліна              | Золото                                                              | Срібло                                                          | Бронза                                                              |
| ----------------------- | ------------------------------------------------------------------- | --------------------------------------------------------------- | ------------------------------------------------------------------- |
| 1964: Фінн              | Німеччина (EUA) · Вільгельм Кувайде                                 | США (USA) · Пітер Барретт                                       | Данія (DEN) · Геннінґ Вінд                                          |
| 1964: Летючий голандець | Нова Зеландія (NZL) · Гелмер Педерсен · Ерл Веллс                   | Велика Британія (GBR) · Кіт Масто · Тоні Морґан                 | США (USA) · Гаррі Мелджес · Вільям Бентсен                          |
| 1964: Зоряний           | Багамські Острови (BAH) · Дарвард Ноулз · Сесіл Кук                 | США (USA) · Річард Стернс · Лінн Вільямс                        | Швеція (SWE) · Пелле Петтерссон · Гольґель Сундстрем                |
| 1964: Дракон            | Данія (DEN) · Оле Бернтсен · Крістіан фон Бюлов · Оле Поульсен      | Німеччина (EUA) · Петер Арендт · Вільфрід Лоренц · Ульріх Мензе | США (USA) · Ловелл Норт · Річард Дівер · Чарлз Роджерс              |
| 1964: 5,5 метра         | Австралія (AUS) · Вільям Нортем · Пітер О'Доннелл · Джеймс Сарджент | Швеція (SWE) · Ларс Терн · Арне Карлссон · Стуре Сторк          | США (USA) · Джон Дж. Мак-Намара · Джозеф Батчелдер · Френсіс Скаллі |

## Таблиця медалей
| Місце               | Країна                           | Золото | Срібло | Бронза | Загалом |
| ------------------- | -------------------------------- | ------ | ------ | ------ | ------- |
| 1                   | Об'єднана німецька команда (EUA) | 1      | 1      | 0      | 2       |
| 2                   | Данія (DEN)                      | 1      | 0      | 1      | 2       |
| 3                   | Австралія (AUS)                  | 1      | 0      | 0      | 1       |
| 3                   | Багамські Острови (BAH)          | 1      | 0      | 0      | 1       |
| 3                   | Нова Зеландія (NZL)              | 1      | 0      | 0      | 1       |
| 6                   | США (USA)                        | 0      | 2      | 3      | 5       |
| 7                   | Швеція (SWE)                     | 0      | 1      | 1      | 2       |
| 8                   | Велика Британія (GBR)            | 0      | 1      | 0      | 1       |
| Загалом (8 збірних) | Загалом (8 збірних)              | 5      | 5      | 5      | 15      |